# جامعة بني سويف
جامعة بنى سويف هي جامعة مصرية نشأت كفرع لجامعة القاهرة في مدينة بني سويف عام 1981.
استقل فرع بني سويف عن جامعة القاهرة وأصبح جامعة منفصلة بموجب القرار الجمهوري رقم 84 لسنة 2005.
تضم الجامعة كليات العلاج الطبيعي التجارة والحقوق والطب البيطري والآداب والعلوم والتربية والصيدلة والطب البشري والتمريض والتعليم الصناعي والهندسة والتربية الرياضية بالإضافة إلى كلية العلوم التطبيقية الصحية والتي تم افتتاحها العام الدراسي 2014/2015.
يبلغ عدد الخريجيين منذ بدء الدراسة بكليات بني سويف حتى عام 2007 لـ 62321 خريجاً من الكليات والمعاهد المختلفة.
تمتلك الجامعة مرجعاً علمياً وبحثياً من خلال وجود وحدة للمجلات العلمية بالجامعة، حيث تصدر الجامعة من خلالها ومن خلال كلياتها ومعاهدها عدد (41) مجلة علمية، وتترأس الوحدة الاستاذ الدكتور/ مها أحمد ابراهيم، الاستاذ بكلية الاداب ، ويعاونها الاستاذ الدكتور/ أحمد شاكر الغول، الاستاذ المساعد بكلية التربية الرياضية ، والدكتور/ محمد ربيع، المدرس بكلية الآداب، حيث ساهموا في إحداث طفره بحثية وعلميه علي صعيد المجلات العلمية والتي حصلت علي أعلي تقييم من المجلس الأعلي للجامعات.

## كليات الجامعة
- كلية التجارة
- كلية الحقوق
- كلية الطب البيطري
- كلية الآداب
- كلية العلوم
- كلية التربية
- كلية الصيدلة
- كلية الطب البشري
- كلية التمريض
- كلية الهندسة
- كلية التعليم الصناعي
- كلية التربية الرياضية
- كلية طب الفم والأسنان
- كلية علوم الملاحة و تكنولوجيا الفضاء
- كلية الحاسبات والمعلومات
- كلية الدراسات الاقتصادية والعلوم السياسية
- كلية الدراسات العليا للعلوم المتقدمة
- كلية الإعلام
- كلية العلاج الطبيعي
- كلية الزراعة
- كلية العلوم الصحية
- كلية رياض الأطفال
- كلية الفنون التطبيقية
- كلية الألسن
- كلية الخدمة الاجتماعية التنموية
- كلية علوم الأرض
- كلية السياحة والفنادق
- كلية علوم ذوي الاحتياجات الخاصة
- المعهد القومي لعلوم المسنين
- معهد أبحاث وتطبيقات الليزر (LIRA)

## نظام الدراسة في الجامعة
نظام الدراسة بالجامعة على فصلين دراسيين فيما عدا كلية الطب حيث تكون مدة الدراسة بكل فصل 15 أسبوع يعقبه امتحان نهاية الفصل والنتيجة العامة للفرقة تكون في نهاية العام الدراسي.

## رؤية ورسالة الجامعة
تسعى الجامعة إلى التطوير المستمر للعملية التعليمية من خلال التقييم الذاتي لبرامجها التعليمية وضمان جودة الأداء لكي تأخذ مكاناً مرموقاً ومعتمداً بين الجامعات المحلية والإقليمية والعالمية وبناء كليات جديدة أو معاهد عليا تواكب التطورات السريعة في مجالات التكنولوجيا الحديثة لدفع التنمية والإنتاج.
رسالة الجامعة هي إعداد خريجين مؤهلين مزودين بالمعارف العلمية والخبرات في مجالات التخصص المختلفة قادرين على العطاء والإبداع والمنافسة في سوق العمل المحلي والإقليمي والعالمي وكذلك إعداد أجيال قادرين على العطاء والإبداع والمنافسة في سوق العمل المحلي والإقليمي والعالمي وكذلك إعداد أجيال من العلماء والمفكرين والأدباء المتميزين القادرين على المشاركة الفعالة في خدمة المجتمع وبناء ثقافته وتنمية بيئته ودفع قطاعات الإنتاج للمنافسة العالمية من خلال برامج دراسية متميزة تحكمها معايير أكاديمية محلية وعالمية متواكبة مع تطورات العلوم والمعرفة على مستوى العالم .

## عناصر شعار الجامعة
- هرم ميدوم (رمز الحضارة والتاريخ المصري القديم).
- النيل (شريان الحياة).
- السنبلة (رمز النماء وتعبر عن الطبيعة الزراعية للمحافظة).
- الشمس (رمز المعرفة).

## وصلات خارجية
- الموقع الرسمي